# Günther Pulst
Günther Pulst (ur. 26 marca 1918 w Brunszwiku, zm. 5 stycznia 1991 w Bonn) – niemiecki oficer w stopniu kapitana marynarki.

## Życiorys
Günther Pulst rozpoczął karierę wojskową w październiku 1937 r. W grudniu 1939, rozpoczął służbę na niszczycielu  „Wolfgang Zenker”. Kiedy niszczyciel został zatopiony podczas kampanii norweskiej, Günther Pulst walczył przez kilka tygodni na lądzie. Za to został odznaczony tarczą Narwik, odznaczeniem, które otrzymało zaledwie kilku członków sił podwodnych (np. Rolf Thomsen).
Jesienią 1940 roku został oficerem szkoleniowym w Marineschule Flensburg-Mürwik (Akademia Marynarki Wojennej w Mürwik), zanim w kwietniu 1942 roku dołączył do sił U-Bootów. Odbył dwa patrole na U-752 jako pierwszy oficer wachtowy. Później służył na U-753 w marcu 1943, a w maju 1943 objął dowodzenie nad U-978 typu VIIC.
Jego pierwszy patrol na U-978 był godny uwagi, ponieważ cały patrol, trwający 68 dni, odbył pod wodą i był to najdłuższy patrol podwodny II wojny światowej. Zaatakował wówczas trzy statki i przypisano mu zatopienie jednego z nich, Amerykańskiego „William D. Burnham”.
Po jego drugim patrolu Niemcy poddały się, a Günther Pulst pod koniec maja 1945 roku popłynął U-978 pod brytyjską kontrolą z Norwegii do Loch Ryan w Szkocji.
We wrześniu 1957 roku został pracownikiem cywilnym Bundeswehry (Federalnych Niemieckich Służb Zbrojnych) i przez kilka lat w latach 60. pracował jako kontroler finansowy NATO w Paryżu.